# 千林
千林（せんばやし）は、大阪府大阪市旭区にある町名。現行行政地名は千林一丁目及び千林二丁目。

## 地理
旭区の東部に位置し、東に清水、西に大宮、南に森小路、北に今市と接している。

## 世帯数と人口
2019年（平成31年）3月31日現在の世帯数と人口は以下の通りである。
| 丁目       | 世帯数    | 人口    |
| ---------- | --------- | ------- |
| 千林一丁目 | 437世帯   | 738人   |
| 千林二丁目 | 745世帯   | 1,358人 |
| 計         | 1,182世帯 | 2,096人 |

### 人口の変遷
国勢調査による人口の推移。
| 1995年（平成7年）  | 2,329人 | [ 5 ] |  |
| 2000年（平成12年） | 2,134人 | [ 6 ] |  |
| 2005年（平成17年） | 2,013人 | [ 7 ] |  |
| 2010年（平成22年） | 2,107人 | [ 8 ] |  |
| 2015年（平成27年） | 2,003人 | [ 9 ] |  |

### 世帯数の変遷
国勢調査による世帯数の推移。
| 1995年（平成7年）  | 1,020世帯 | [ 5 ] |  |
| 2000年（平成12年） | 974世帯   | [ 6 ] |  |
| 2005年（平成17年） | 982世帯   | [ 7 ] |  |
| 2010年（平成22年） | 1,040世帯 | [ 8 ] |  |
| 2015年（平成27年） | 1,005世帯 | [ 9 ] |  |

## 学区
市立小・中学校に通う場合、学区は以下の通りとなる。なお、小学校・中学校入学時に学校選択制度を導入しており、通学区域以外に旭区の小学校・中学校から選択することも可能。
| 丁目       | 番   | 小学校             | 中学校             |
| ---------- | ---- | ------------------ | ------------------ |
| 千林一丁目 | 全域 | 大阪市立古市小学校 | 大阪市立今市中学校 |
| 千林二丁目 | 全域 | 大阪市立古市小学校 | 大阪市立今市中学校 |

## 事業所
2016年（平成28年）現在の経済センサス調査による事業所数と従業員数は以下の通りである。
| 丁目       | 事業所数  | 従業員数 |
| ---------- | --------- | -------- |
| 千林一丁目 | 91事業所  | 316人    |
| 千林二丁目 | 279事業所 | 1,695人  |
| 計         | 370事業所 | 2,011人  |

## 交通

### 鉄道
- 京阪電気鉄道
  - 京阪本線 千林駅
- 大阪市高速電気軌道
  - 谷町線 千林大宮駅（所在地は、森小路であるが、出入口の一部が千林にある。）

### 道路
- 国道1号
- 大阪府道161号深野南寺方大阪線

## 施設
- 千林商店街
- 千林くらしエール館
- 旭千林郵便局
- 三井住友銀行 千林支店
- ミックジャパン 本社
  - ドラッグミック 千林店、京阪千林店

## その他

### 日本郵便
- 〒535-0012[3]（集配局：大阪旭郵便局[13]）

### 発祥
- 1957年（昭和32年）、千林駅前に「主婦の店ダイエー」第1号店を開業。現在のダイエーの前身である。